# 이만기 (씨름 선수)
이만기(李萬基, 1963년 9월 16일 ~ )는 대한민국의 대학 교수 겸 저술가이며 정치 분야와, 연예 분야 등을 오가는 전직 씨름 선수로 신장은 182cm이고 체중은 100kg인 그의 본관은 합천(陜川)이며 아호(雅號)는 태산(太山, 泰山)· 장당(場棠, 場塘)· 장우(場牛, 長雨)이다. 씨름 선수 시절 대한민국 씨름판의 황제로 명성을 떨치기도 하여 당시 모래판의 황제 씨름판의 테크닉이라는 별명으로 불리기도 했으며 현재는 인제대학교 스포츠헬스케어학과 교수 겸 지방시대위원회 위촉위원으로 활동 중이다.

## 생애
경상남도 의령에서 출생한 그는 경남대학교 체육교육학과 재학 시절이던 1983년 제1회 천하장사 씨름 대회 결승에서 '모래판의 여우'로 불리던 최욱진을 꺾고 우승했다. 1989년 〈씨름 선수들의 기술 사용 실태에 관한 연구〉라는 논문으로 경남대학교 대학원 체육교육학과에서 체육학 석사 학위를 취득하였으며, 2001년 〈트레드밀 운동부하를 통한 운동 선수들의 총항산화 능력과 항산화 효소의 활성변화에 관한 연구〉라는 논문으로 중앙대학교 대학원 체육교육학과에서 체육학 박사 학위를 취득하였다.
1980년대 이봉걸, 이준희와 경쟁을 하며, 백두장사 18회, 천하장사 10회, 한라장사 7회로 모래판의 황제로 맹위를 떨쳤으며 아울러 이봉걸, 이승삼 등과 아울러 1980년대 대한민국 씨름의 명불허전(名不虛傳)으로 이름을 날렸다.
이만기의 씨름 통산승률은 86.5%에 달해 역대 모든 선수들중에서 압도적인 승률 1위를 기록했다. 대전한 모든 선수들과의 상대전적에서도 다 앞섰으나 유독 강호동한테만큼은 약하여 2승 4패의 상대 전적을 기록했다.
은퇴한 후 인제대학교 씨름단 감독, 씨름 해설위원과 1999년 9월, 한나라당 전통체육교육행정특보위원 직위를 거쳐 2001년 1월, 한나라당 탈당 이후 2001년 인제대학교 사회체육학과(2015년 現스포츠헬스케어학과) 교수로 임용이 되었으며 현재까지 재직 중이다. 2004년 대한민국 제17대 총선에 열린우리당 국회의원 후보로 마산시 갑 선거구에 출마하였으나 한나라당 김정부 후보에게 밀려 낙선하였고 2006년 경상남도 김해시 시장 선거에 무소속 후보 출마하였지만 또다시 낙선하였다. 이후 2007년 1월에서 2007년 3월까지 민주당 스포츠문화체육행정특임위원 직위를 잠시 두 달 간 역임하였고 2007년 9월에서 2007년 12월까지 대통합민주신당 스포츠문화체육행정특보위원 직위를 잠시 석 달 간 역임하였다.
2016년 대한민국 제20대 총선에 새누리당 경상남도 김해 을 지역 후보로 또 출마하였으나 더불어민주당 김경수 후보에 밀려 낙선하였다.

## 학력
- 1976년 무학국민학교 졸업
- 1979년 마산중학교 졸업
- 1982년 마산상업고등학교 졸업
- 1986년 경남대학교 체육교육학과 학사
- 1989년 경남대학교 대학원 체육학과 체육학 석사 (학위논문명 : 씨름선수들의 기술사용 실태에 관한 연구)
- 2001년 중앙대학교 대학원 체육학과 체육학 박사 (학위논문명 : 트레드밀 운동부하를 통한 운동선수들의 총항산화 능력과 항산화효소의 활성변화에 관한 연구)

## 출연작

### TV 방송
- TV조선 《얼마예요》
- MBC TV 《랭킹쇼 123》
- SBS TV 《자기야 백년손님》
- MBC TV 《세바퀴》
- KBS 2TV 《해피선데이》- <1박 2일> 166회
- KBS 2TV 《스타 골든벨》
- KBS 2TV 《비타민》
- KBS 2TV 《스펀지》
- KBS 1TV 《TV는 사랑을 싣고》
- KBS 1TV 《아침마당》
- SBS TV 《가로채널》
- 울산MBC TV 《이만기의 팔팔한 인생》
- 대전MBC TV 《토크 앤 조이》 - 게스트
- JTBC 뭉쳐야 찬다
- MBC TV 구해줘! 홈즈 - 게스트
- KBS 2TV 《씨름의 희열》
- 채널A 《행복한 아침》 - 게스트
- KBS 2TV 《TV는 사랑을 싣고》
- KNN 《섬마을 할매》
- KBS 1TV 《동네 한 바퀴》시즌2
- SBS TV 《신발 벗고 돌싱포맨》- 게스트

### CF
- 1983년 대우전자 대우 로얄 칼라
- 1985년 LG생활건강 (페리오 치약, 수퍼타이)
- 1986년 ~ 1987년 한국와이어스 게브랄*티
- 1994년 쌍방울 트라이 (Feat. 부인 한숙희)
- 1995년 일화 활생톤
- 1996년 대구경북염소축협 고고촌
- 1997년 경남은행 (Feat. 부인 한숙희)
- 2002년 비겐의료기
- 2008년 ~ 2009년 농협 한삼인
- 2009년 양돈자조금 국민고기 국산돼지 고집 편 (With 현영)
- 2011년 골프존
- 2013년 NH 농협생명
- 2019년 동진제약 호관원

## 역대 선거 결과
|  | 27.02% |

|  | 34.40% |

## 소속 정당
| 소속 정당 | 소속 정당  | 소속 기간 | 비고                |
| --------- | ---------- | --------- | ------------------- |
|           | 통일국민당 | 1992      | 입당                |
|           | 무소속     | 1992~2000 | 탈당                |
|           | 한나라당   | 2000~2001 | 입당 정계 입문      |
|           | 무소속     | 2001~2002 | 탈당                |
|           | 국민통합21 | 2002      | 창당                |
|           | 무소속     | 2002~2003 | 탈당                |
|           | 열린우리당 | 2003~2006 | 창당                |
|           | 무소속     | 2006      | 탈당                |
|           | 한나라당   | 2006~2012 | 복당                |
|           | 새누리당   | 2012~2017 | 당명 변경 정계 은퇴 |
|           | 자유한국당 | 2017~2020 | 당명 변경           |
|           | 미래통합당 | 2020      | 합당                |
|           | 국민의힘   | 2020~현재 | 당명 변경           |

## 가족 관계
- 고조부 : 이규백(1816년 8월 8일 ~ 1899년 8월 12일)
- 고조모 : 정씨(1816년 월 일 ~ 1900년 5월 27일) *진양(晋陽)
- 고조모(後) : 이씨(1828년 월 일 ~ 1899년 10월 15일) *인천(仁川)
  - 증조부 : 이경장(1860년 5월 7일 ~ 1904년 2월 25일)
  - 증조모 : 강씨(1863년 월 일 ~ 1939년 6월 20일) *진양(晋陽)
    - 조부 : 이여중(1890년 월 일 ~ 1949년 9월 15일)
    - 조모 : 왕씨(1900년 9월 29일 ~ 1986년 2월 30일) *개성(開城)
    - 숙조부 : 이판진(1924년 6월 19일 ~ 1952년 2월 11일) *한국전쟁 中 전사(戰死)
    - 숙조모 : 안순악(1927년 2월 15일 ~ ) *신안주(新安州)
      - 부 : 이규상(1920년 3월 25일 ~ 2004년 5월 12일)
      - 모 : 전봉희(1924년 3월 27일 ~ 2012년 3월 23일) *담양(潭陽)
      - 모(後) : 고점례(1922년 월 일 ~ 1990년 3월 11일) *제주(濟州)
        - 자 : 이만오(1941년 3월 7일 ~ )
        - 자부 : 오태순(1940년 6월 28일 ~ ) *고창(高敞)
        - 누이 : 이만임(1942년 월 일 ~ )
        - 매형 : 전용진(담양) *潭陽
        - 자 : 이만규(1948년 12월 26일 ~ ) ※출계(出系) 숙부 판진
        - 자부 : 강선이(1952년 7월 21일 ~ ) *진양(晋陽)
        - 자 : 이영식(1954년 9월 30일 ~ )
        - 자부 : 윤정옥(1955년 9월 14일 ~ ) *파평(坡平)
        - 누이 : 이옥임(1956년 월 일 ~ )
        - 매형 : 허원량(김해) *金海
        - 자 : 이갑수(1960년 4월 3일 ~ )
        - 자부 : 문숙명(1965년 12월 22일 ~ ) *남평(南平)
        - 본인 : 이만기(1963년 9월 16일 ~ )
        - 아내 : 한숙희(1965년 12월 5일 ~ ) *청주(淸州)
          - 장남 : 이민준(1992년 2월 3일 ~ )
          - 차남 : 이동훈(1994년 4월 29일 ~ )

## 같이 보기
- 강호동
- 이봉걸
- 박광덕

## 참고 자료
- 네이버 캐스트 - 이만기
- 보트 비전 - 이만기 前 경남대학교 체육교육학과 교수
- 보트 비전 - 이만기 前 새누리당 스포츠교육행정위원